# عبد الإله بن عبد العزيز آل سعود
الأمير عبد الإله بن عبد العزيز آل سعود (1358هـ-1939م-) هو الابن التاسع والعشرون من أبناء الملك عبد العزيز الذكور من الأميرة هيا بنت سعد بن عبد المحسن السديري. مستشار الملك سلمان بن عبد العزيز آل سعود.

## عن حياته
درس في سانت هيرتس ثم ذهب ليكمل دراسته في الولايات المتحدة الأمريكية. وفي عام 1400 هـ عُيِّن أميرًا على منطقة القصيم، وظل أميرًا عليها إلى عام 1412 هـ، وفي عام 1419 هـ عُيِّن أميرًا على منطقة الجوف وذلك إلى عام 1423 هـ، وفي عام 1429 هـ عُيِّن مستشارًا للملك عبد الله بن عبد العزيز آل سعود وبقي مستشارًا للملك سلمان بن عبد العزيز آل سعود.

## أسرته
| الزوجة                                                          | أبنائه منها                                    |
| --------------------------------------------------------------- | ---------------------------------------------- |
| الأميرة نورة بنت عبد الرحمن بن عبد الله بن سعد السديري (متوفاة) | الأمير عبد العزيز، والأميرة مشاعل              |
| الأميرة الدكتورة سلوى بنت أحمد الأحمد                           | الأمير عبد المجيد، الأميرة فهدة، والأميرة نورة |

- الأمير عبد العزيز بن عبد الإله بن عبد العزيز آل سعود (مواليد 1965).[3] وله من الأبناء الأميرة هيا، الأمير سعود، الأمير عبد الإله، الأمير خالد، والأميرة نورة.
- الأميرة مشاعل بنت عبد الإله بن عبد العزيز آل سعود (مواليد 1970).[4] متزوجة من الأمير أحمد بن عبد الله بن عبد الرحمن آل سعود ولها من الأبناء الأمير مصعب (متزوج من كريمة الأمير خالد بن مشعل بن سعود بن عبد العزيز آل سعود)[5]، الأميرة هالة (متزوجة من الأمير محمد بن سعد آل سعود)، الأميرة لمى (كانت متزوجة من الأمير بدر بن عبد الله بن عبد العزيز آل سعود)[6]، والأمير عبد العزيز.
- الأمير عبد المجيد بن عبد الإله بن عبد العزيز آل سعود (مواليد 1993،[4] عضو دائم في مجلس العلاقات العربية الأمريكية، ورئيس اتحاد الطلاب السعوديين في جامعة نورث إيسترن في بوسطن). (متزوج من الأميرة لولوة بنت فيصل بن مشعل بن عبدالعزيز آل سعود)
- الأميرة فهدة بنت عبد الإله بن عبد العزيز آل سعود (مواليد 1993).[4]
- الأميرة نورة بنت عبد الإله بن عبد العزيز آل سعود (مواليد 23 سبتمبر 2002).[4] وهي أصغر أحفاد الملك المؤسس ذكوراً وإناثاً.

| سبقه ممدوح                             | ترتيب أبناء الملك عبد العزيز        | تبعه سطام                               |
| سبقه فهد بن محمد بن عبد الرحمن آل سعود | أمير منطقة القصيم 1400 هـ - 1412 هـ | تبعه فيصل بن بندر بن عبد العزيز آل سعود |
| سبقه سلطان بن عبد الرحمن السديري       | أمير منطقة الجوف 1419 هـ - 1422 هـ  | تبعه فهد بن بدر بن عبد العزيز آل سعود   |